# Incidente di Sakuradamon (1932)
L'incidente di Sakuradamon o l'atto patriottico di Lee Bong-chang fu un tentativo di assassinio contro l'imperatore Hirohito dell'Impero del Giappone da parte di un indipendentista coreano, Lee Bong-chang (이봉창?, 李奉昌?), a Tokyo il 9 gennaio 1932.

## Storia
L'attacco fu compiuto dall'attivista indipendentista coreano Lee Bong-chang, membro dell'Organizzazione patriottica coreana. Lee lanciò una granata contro l'imperatore giapponese, ma la granata non riuscì a ucciderlo. Lee fu prontamente arrestato, processato, condannato e giustiziato il 10 ottobre 1932.
Lee è ricordato come un martire in Corea del Sud, dove l'attacco è talvolta indicato come l'atto patriottico di Lee Bong-chang. All'indomani dell'attacco, le autorità giapponesi intensificarono le ricerche di Kim Gu e di altri membri del governo provvisorio coreano, che aveva finanziato l'operazione.